# 23402 Turchina
23402 Turchina è un asteroide della fascia principale. Scoperto nel 1969, presenta un'orbita caratterizzata da un semiasse maggiore pari a 3,0952108 au e da un'eccentricità di 0,1837356, inclinata di 2,86255° rispetto all'eclittica.
L'asteroide è dedicato alla scrittrice russa Galina Petrovna Turčina.